# Nanocladius balticus
Nanocladius balticus är en tvåvingeart som först beskrevs av Palmen 1959.  Nanocladius balticus ingår i släktet Nanocladius och familjen fjädermyggor. Arten har ej påträffats i Sverige. Inga underarter finns listade i Catalogue of Life.